# Phyprosopus calligrapha
Phyprosopus calligrapha är en fjärilsart som beskrevs av George Francis Hampson 1926. Phyprosopus calligrapha ingår i släktet Phyprosopus och familjen nattflyn. Inga underarter finns listade i Catalogue of Life.